# Chad Gable
Charles Edward Betts (8. března 1986) je americký profesionální zápasník a bývalý amatérský zápasník. V současné době pracuje v WWE, kde vystupuje v show Raw pod prstenovým jménem Chad Gable, vede frakci Alpha Academy. Ve společnosti je čtyřnásobným tag team šampionem.
Na Letních olympijských hrách 2012 v Londýně soutěžil v amatérském zápase, v roce 2013 podepsal smlouvu s WWE a procházel wrestlingovým tréninkem, než byl poslán NXT. Vyhrál NXT Tag Team Championship se svým partnerem Jasonem Jordanem, v týmu American Alpha, než byl v roce 2016 povolán do hlavního rosteru, kde spolu vyhráli SmackDown Tag Team Championship, než se tým v polovině roku 2017 rozpadl. Poté vytvořil tag tým se Sheltonem Benjaminem, než byl v roce 2018 přesunut do show Raw, zde vytvořil tým s Bobbym Roodem, s nímž v prosinci 2018 vyhrál Raw Tag Team Championship. Tímto se stal druhým mužem (po svém bývalém partnerovi z tag teamu Jasonu Jordanovi), který dokázal získat všechny tag teamové tituly společnosti. V lednu roku 2022 podruhé vyhrál Raw Tag Team Championship s partnerem Otisem. V roce 2024 napadl Samiho Zayna poté, co proti němu prohrál zápas, stal se tak Heel zápasníkem.

## Osobní život
Dne 19. června 2011 si vzal Kristi Oliverovou, se kterou chodil devět let. Pár spolu má tři děti.
Patří ke Komančům.

## Úspěchy

### Amatérský zápas
- Vysoká škola
  - Minnesota State Wrestling Champion (2004)
  - Minnesota State Wrestling 4th Place (2003)
- Mezinárodní medaile
  - World University Games silver medal (2006)
  - Pan-American Championships Gold medal (2012)
  - Gedza International silver medal (2012)
  - Pan-American Olympic Qualifier silver medal (2012)
  - Granma Cup Bronze medal (2012)
  - Dave Schultz Memorial International Gold medal (2012)
- Olympijské hry
  - U.S. Olympic Trials Champion (2012)

### Profesionální wrestling
- Pro Wrestling Illustrated
  - 83. nejlepší wrestler roku 2019
- Rolling Stone
  - Most Promising Youngster of the Year (2017)
- Wrestling Observer Newsletter
  - Rookie of the Year (2015)
  - Most Underrated (2019, 2023)
  - Worst Gimmick (2019) jako Shorty G
- WWE
  - NXT Tag Team Championship (1x) – s Jasonem Jordanem
  - WWE Raw Tag Team Championship (2x) – s Bobbym Roodem (1) a Otisem (1)
  - WWE SmackDown Tag Team Championship (1x) – s Jasonem Jordanem